# Werner Hillenkötter
Werner Hillenkötter war ein deutscher Tischtennisspieler aus Bielefeld mit seinem Leistungszenit in den 1940er Jahren. Bei der Deutschen Meisterschaft 1948 wurde er Zweiter im Doppel.

## Werdegang
Werner Hillenkötter spielte beim Verein SuS Bielefeld. 1948 gewann er mit der Mannschaft des Westdeutschen Tischtennisverbandes WTTV den Deutschlandpokal. Zwei Medaillen holte er bei deutschen Meisterschaften. 1948 erreichte er mit seinem Vereinskameraden W. Krämer das Endspiel, welches gegen Heinz Raack/Helmut Deutschland nach 2:0-Führung mit 2:3 verloren ging. Ein Jahr später, 1949, wurde er mit Inke Everding Dritter im Mixed. 